# Djarylhatch
Djarylhatch, en ukrainien : Джарилгач, Dzharilhach, en russe : Джарылгач, Dzharylgach, est une flèche littorale d'Ukraine sur la mer Noire, au sud de la baie de Djarylhatch, dans le golfe de Karkinit. Elle est intégralement incluse dans le parc national de Djarylhatch.

## Géographie
L'île est située en mer Noire, dans le golfe de Karkinit, séparée du continent par la baie de Djarylhatch. 
Sa longueur totale est d'environ 42 kilomètres et sa largeur varie de 30 mètres à 4,8 kilomètres.

Paysages de Djarylhatch
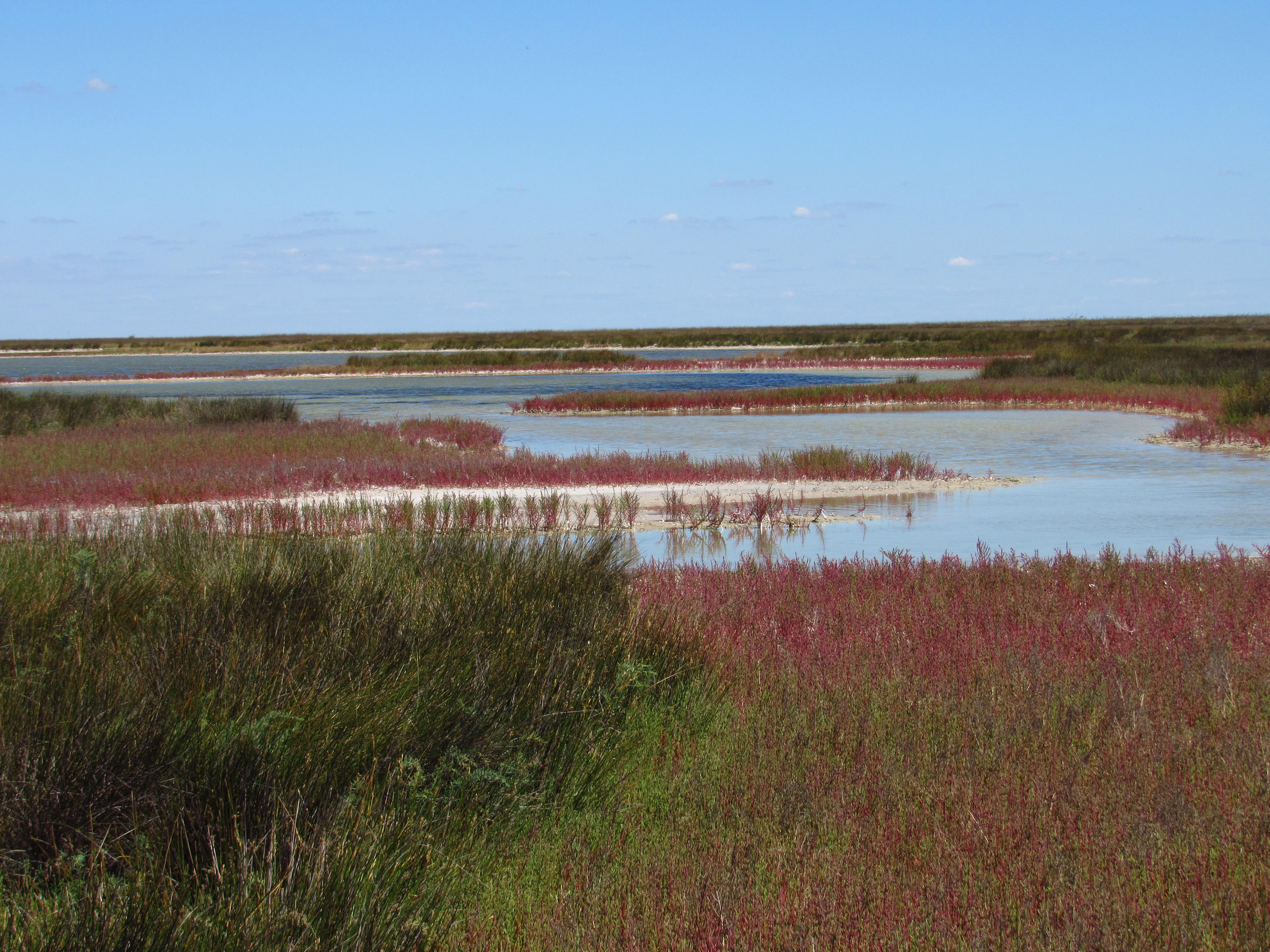
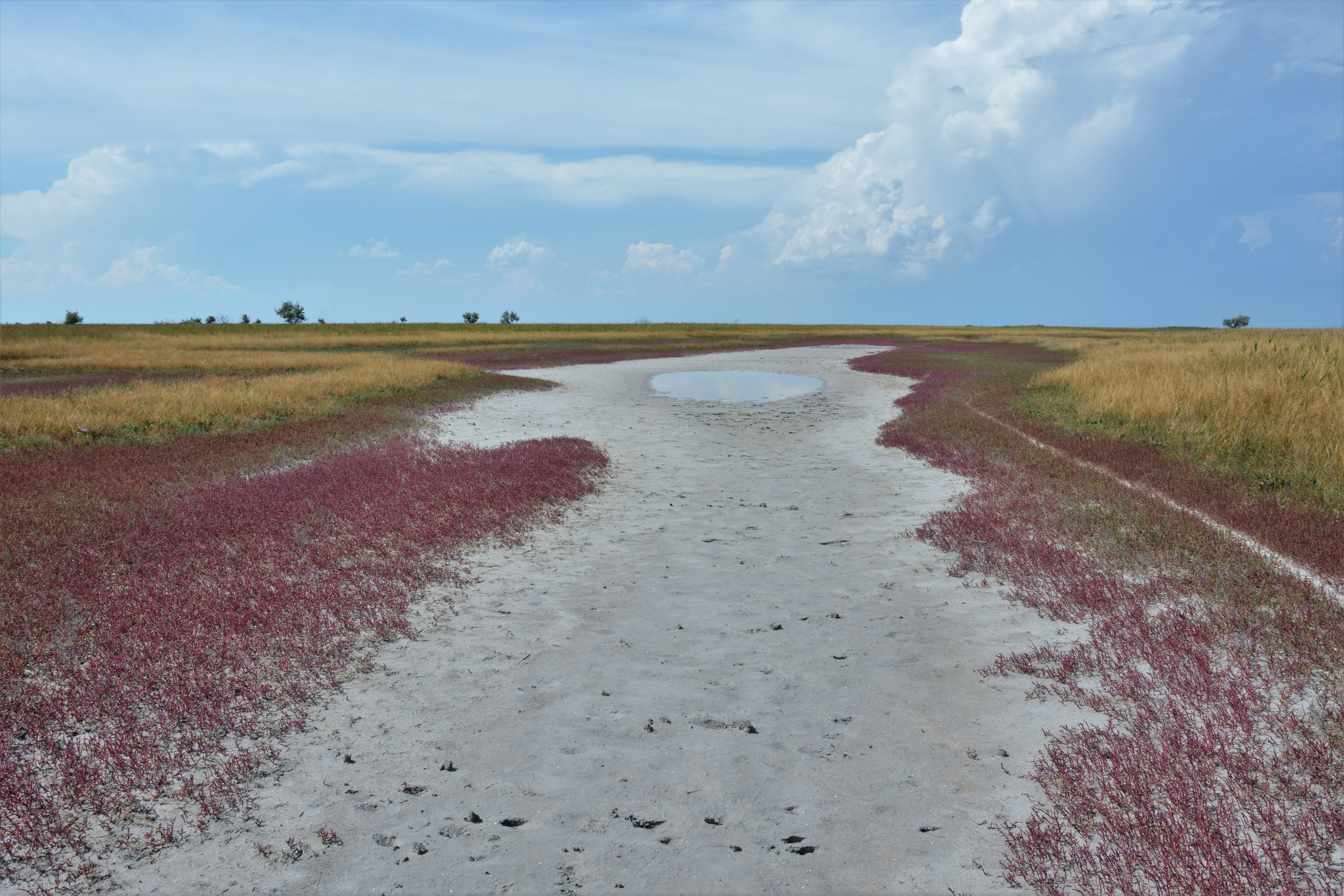
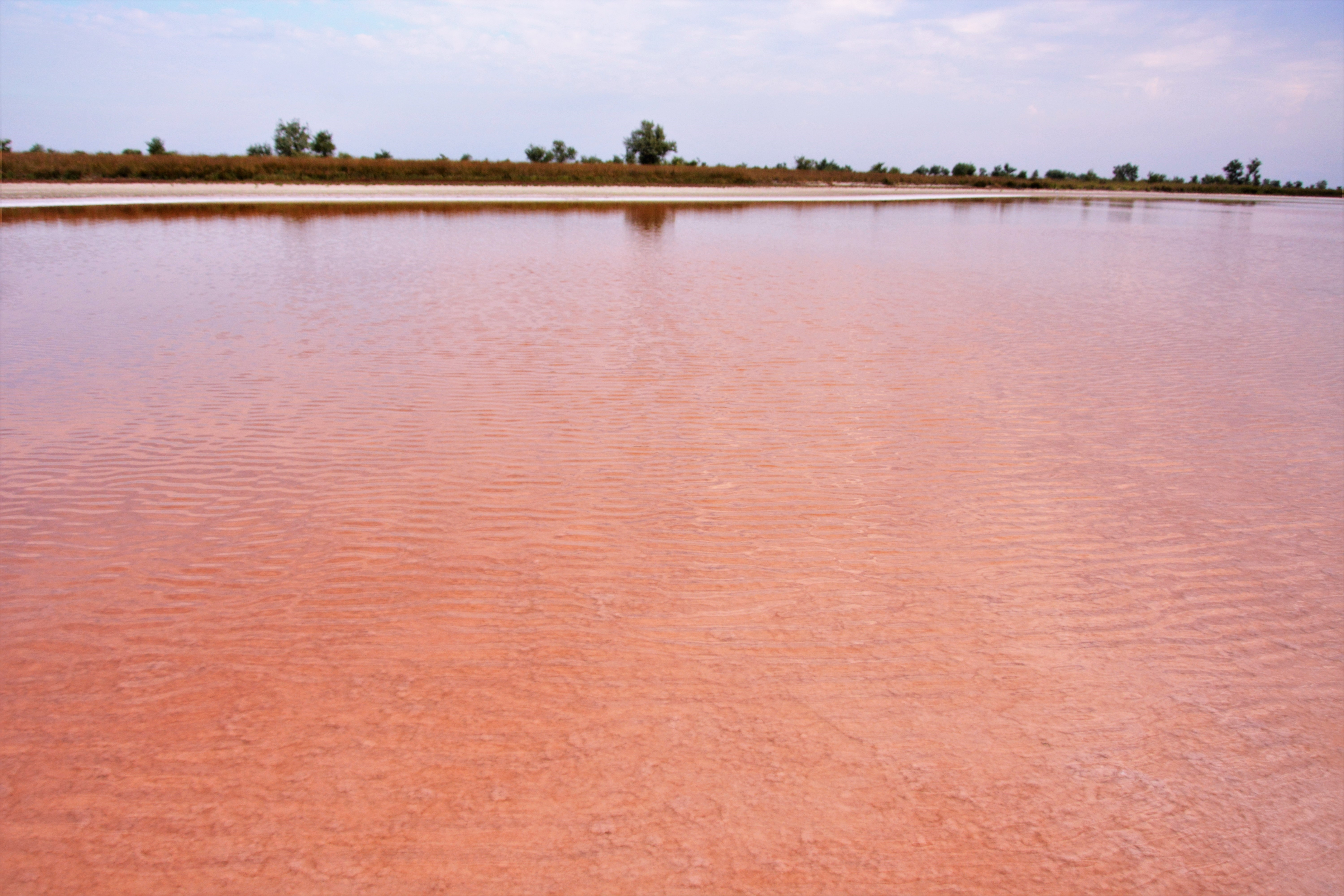
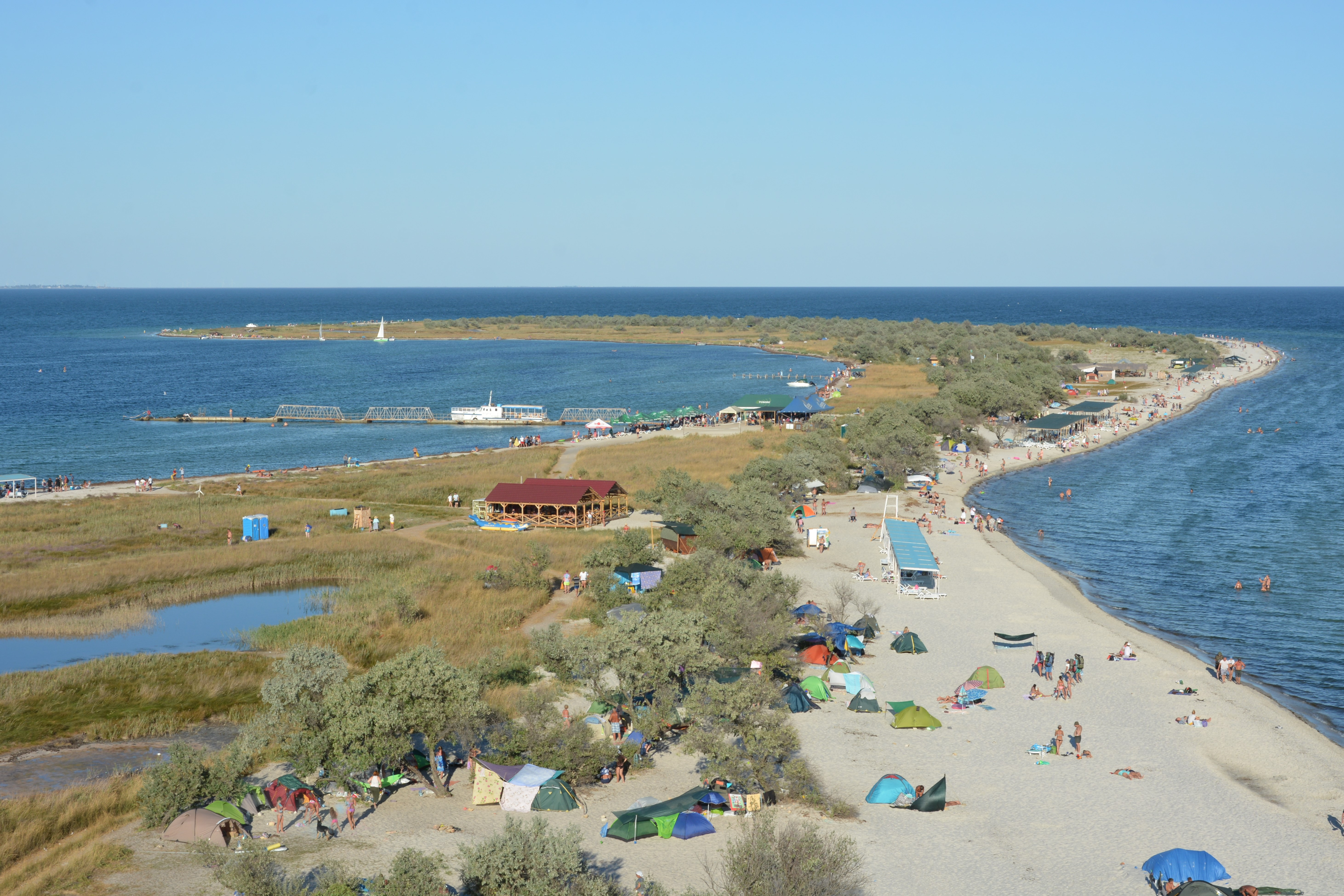
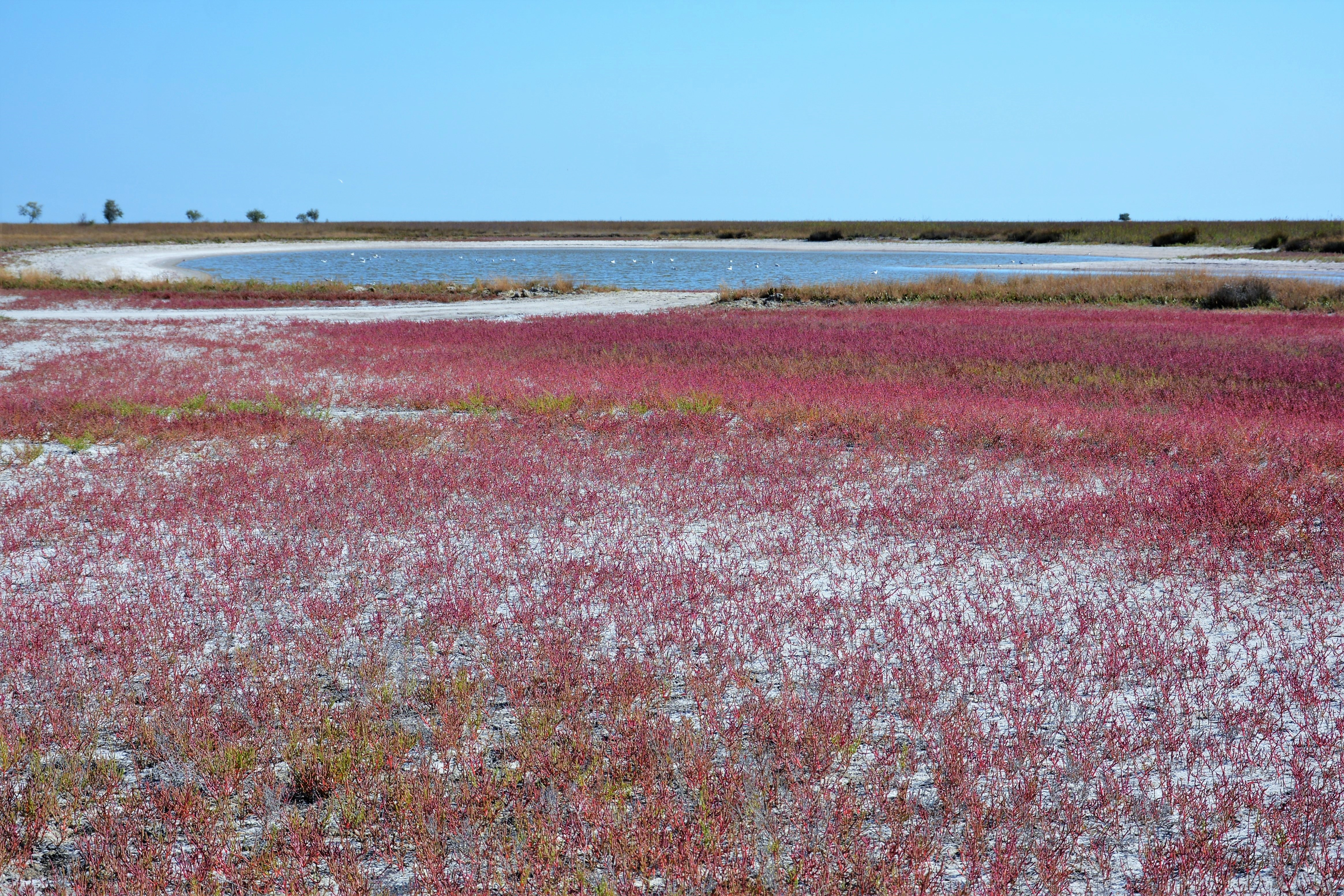
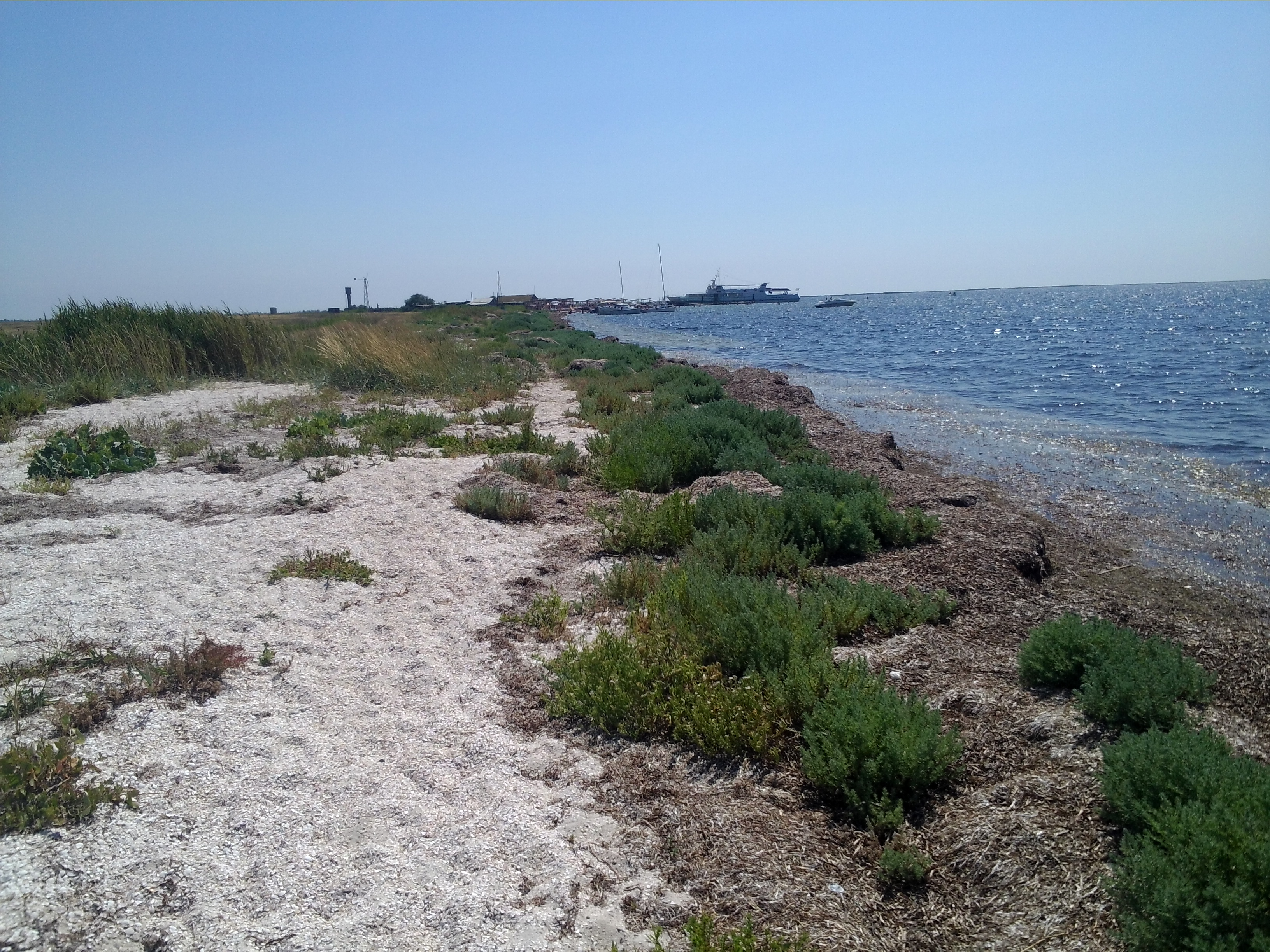

## Histoire
Lors de l'invasion russe de l'Ukraine, les occupants russes, qui avaient alors capturé une partie du sud de l'Ukraine, ont recouvert de sable la traversée vers l'île, la reliant à la partie occupée de la région de Kherson et y ont formé un terrain d'entraînement militaire,.
Le 3 août 2023, une frappe ukrainienne de M142 HIMARS sur l'île aurait tué 200 soldats russes et détruit du matériel,.